# Dictyobia combinata
Dictyobia combinata är en insektsart som beskrevs av Ball 1910. Dictyobia combinata ingår i släktet Dictyobia och familjen sköldstritar. Inga underarter finns listade i Catalogue of Life.